# Sporting Clube Campomaiorense
Lo Sporting Clube Campomaiorense, meglio noto come S.C. Campomaiorense, è stata una squadra di calcio di Campo Maior, in Portogallo.

## Storia
Fondato il 1º Luglio 1926, il club milita tra la seconda e terza divisione portoghese per gran parte della sua esistenza fino alla metà degli anni 90. Nella stagione 1994-1995 il club termina 2º in classifica nella Segunda Divisão, a pari punti con il Leça, e ottiene la sua prima storica promozione nella Primeira Divisão. La prima stagione nella massima serie portoghese non trascorre nel miglior dei modi, iniziata con una sconfitta casalinga per 1-0 al debutto contro il Vitória Guimarães e terminata con la retrocessione in Segunda Divisão dopo aver conquistato 33 punti in 34 partite, classificandosi al 17º e dunque penultimo posto.
L'attesa per ritornare nella massima serie non è lunga : la Campomaiorense vince la Segunda Divisão 1996-1997, conquistando dunque anche il suo primo titolo nazionale. Nella Primeira Divisão 1997-1998 la Campomaiorense ottiene il suo miglior risultato di sempre in massima serie, terminando il campionato all'11º posto con 40 punti e conseguentemente centrando la salvezza.
Nella stagione 1998-1999 il club centra nuovamente la salvezza, classificandosi 13º con 37 punti, ma si mette in mostra nella Taça de Portugal, la coppa nazionale, dove raggiunge la finale in un'edizione dove tutte le grandi favorite (Benfica, Porto e Sporting Lisbona) sono eliminate tra il 4º e 5º turno. La Campomaiorense batte dunque per 3-0 l'Alverca agli ottavi, il Marítimo ai quarti dopo due partite finite in parità (2-2 e 0-0) ai rigori per 6-5 e l'Esposende per 2-0 in semifinale. Nella finale pero', la Campomaiorense viene sconfitta per 1-0 dal Beira-Mar con un gol al 70º minuto del trequartista Ricardo Sousa.
L'anno seguente il club si classifica nuovamente 13° nella massima serie, ora rinominata Primeira Liga, stavolta con 36 punti. Non riesce a ripetere l'impresa nella coppa nazionale, venendo stavolta eliminata al quinto turno per 2-0 dal Salgueiros. Nella stagione 2000-2001, dopo aver centrato la salvezza per 3 anni di fila, la Campomaiorense retrocede in Segunda Liga terminando il campionato al 16º posto con 32 punti, a 4 punti dalla salvezza. Di ritorno dunque nella seconda serie, la Campomaiorense si classifica al 10º posto con 45 punti nella Segunda Liga 2001-2002, ottenendo dunque la salvezza sul campo. Tuttavia, a causa di problemi finanziari, il club non riesce ad iscriversi per la stagione seguente, cessando dunque le attività nel calcio professionistico.
4 anni dopo il fallimento, la squadra principale viene rifondata, ripartendo dalla prima divisione di Portalegre, campionato distrettuale facendo parte della quinta divisione del campionato portoghese di calcio. Nella stagione 2011-2012 la Campomaiorense vince il campionato, piazzamento che vale la promozione nella Terceira Divisão, ma a causa di nuovi problemi finanziari il club non riesce ad iscriversi, rimanendo a competere dunque nel campionato distrettuale. Dopo un'ulteriore stagione conclusa al 5º posto, la Campomaiorense cessa per la seconda volta le attività della principale squadra di calcio. Il club continua tutt'oggi ad esistere grazie alle sezioni giovanili.

## Strutture

### Stadio
La Campomaiorense ha sempre giocato le partite in casa all'Estádio Capitão César Correia, stadio dedicato esclusivamente al calcio che può ospitare 7 500 spettatori, situato a Campo Maior e inaugurato nel 1926, lo stesso anno della fondazione del club. Tutt'oggi viene ancora usato per le partite delle formazioni giovanili.

## Palmarès

### Competizioni nazionali
- Segunda Liga: 1

1996-1997

### Competizioni interprovinciali
- Segunda Divisão B: 1

1991-1992

### Competizioni distrettuali
- 1ª divisione di Portalegre: 5

1945-1946, 1962-1963, 1969-1970, 1971-1972, 2011-2012

### Altri piazzamenti
- Taça de Portugal:

Finale: 1998-1999
- Coppa di Portalegre:

Semifinali: 2012-2013

## Statistiche

### Partecipazione ai campionati
| Livello | Categoria                        | Partecipazioni | Debutto   | Ultima stagione | Totale |
| ------- | -------------------------------- | -------------- | --------- | --------------- | ------ |
| 1°      | Primeira Divisão / Primeira Liga | 5              | 1995-1996 | 2000-2001       | 5      |
| 2°      | Segunda Divisão / Segunda Liga   | 12             | 1945-1946 | 2001-2002       | 12     |
| 3°      | Terceira Divisão                 | 26             | 1951-1952 | 1989-1990       | 28     |
| 3°      | Segunda Divisão B                | 2              | 1990-1991 | 1991-1992       | 28     |
| 5°      | 1ª divisione di Portalegre       | 11             | 1945-1946 | 2012-2013       | 11     |

### Partecipazione alle coppe nazionali
| Competizione     | Partecipazioni | Debutto   | Ultima stagione |
| ---------------- | -------------- | --------- | --------------- |
| Taça de Portugal | 33             | 1961-1962 | 2007-2008       |